# AC Sparta Praha (női csapat)
A Sparta Praha női labdarúgócsapatát 1967-ben alapították és fennállása óta minden idényét a cseh élvonalban töltötte. Csehország legjelentősebb és legeredményesebb labdarúgó klubja.

## Klubtörténet
A klubot 1967-ben alapították, de egy esztendővel korábban az első alkalommal kiírt cseh női labdarúgó tornát győztesként abszolválta a Sparta által irányított csapat.
A Csehszlovák labdarúgó-szövetség szervezésében induló 1967-es női labdarúgó-bajnokságban már hivatalos csapatukat delegálták, azonban 1976-ig kellett várniuk a bajnoki címre. Innentől kezdve pedig elkezdődött a versenyfutás és a rivális Slaviával osztoztak a nemzeti bajnokságon. 1993-ig a csehszlovák liga utolsó szezonjáig 12 aranyérmet szerzett a Letenští.
Csehszlovákia felbomlása után a Sparta nem adta fel domináns szerepét és az I. Liga első 9 évében egymásután hódította el a bajnoki trófeát. A hosszú sorozatnak a Slavia vetett véget egy duplázással, de 2005-től újabb 9 idényen keresztül nem találtak legyőzőre.

### UEFA Bajnokok Ligája
| Szezon  | Forduló                      | Csapat               | Otthon | Idegenben | Össz.         |
| ------- | ---------------------------- | -------------------- | ------ | --------- | ------------- |
| 2001–02 | Selejtező csoport 1. forduló | Umeå IK              |        |           | 0–1           |
| 2001–02 | Selejtező csoport 1. forduló | 1. FC Femina         |        |           | 1–0           |
| 2001–02 | Selejtező csoport 1. forduló | Grand Hotel Várna    |        |           | 7–0           |
| 2002–03 | Selejtező csoport 2. forduló | Visa Tallinn         |        |           | 6–0           |
| 2002–03 | Selejtező csoport 2. forduló | KÍ Klaksvík          |        |           | 4–0           |
| 2002–03 | Selejtező csoport 2. forduló | Umeå IK              |        |           | 1–6           |
| 2005–06 | Selejtező csoport 1. forduló | CFF Clujana          |        |           | 1–1           |
| 2005–06 | Selejtező csoport 1. forduló | Gintra Universitetas |        |           | 8–0           |
| 2005–06 | Selejtező csoport 1. forduló | ZsFK Vityebszk       |        |           | 3–0           |
| 2005–06 | Selejtező csoport 2. forduló | Gömrükcü Baku        |        |           | 3–0           |
| 2005–06 | Selejtező csoport 2. forduló | 1. FFC Frankfurt     |        |           | 1–1           |
| 2005–06 | Selejtező csoport 2. forduló | LUwin.ch             |        |           | 1–0           |
| 2005–06 | Negyeddöntő                  | Djurgården/Älvsjö    | 0–2    | 0–0       | 0–2           |
| 2006–07 | Selejtező csoport 2. forduló | SV Saestum           |        |           | 1–3           |
| 2006–07 | Selejtező csoport 2. forduló | Rapide Wezemaal      |        |           | 2–4           |
| 2006–07 | Selejtező csoport 2. forduló | Turbine Potsdam      |        |           | 0–4           |
| 2007–08 | Selejtező csoport 1. forduló | CFF Clujana          |        |           | 1–1           |
| 2007–08 | Selejtező csoport 1. forduló | AEK Kokkinochorion   |        |           | 19–0          |
| 2007–08 | Selejtező csoport 1. forduló | Makkabi Holon        |        |           | 4–3           |
| 2007–08 | Selejtező csoport 2. forduló | Kolbotn IL           |        |           | 1–3           |
| 2007–08 | Selejtező csoport 2. forduló | Brøndby IF           |        |           | 1–2           |
| 2007–08 | Selejtező csoport 2. forduló | Olympique Lyon       |        |           | 1–2           |
| 2008–09 | Selejtező csoport 1. forduló | KVK Tienen           |        |           | 3–0           |
| 2008–09 | Selejtező csoport 1. forduló | ZsFK Skiponjat       |        |           | 9–0           |
| 2008–09 | Selejtező csoport 1. forduló | Levante              |        |           | 0–0           |
| 2009–10 | Legjobb 16                   | Alma KTZh            | 0–1    | 2–0       | 2–1           |
| 2009–10 | Negyeddöntő                  | Arsenal              | 0–3    | 0–2       | 0–5           |
| 2010–11 | Legjobb 16                   | Sint-Truidense VV    | 3–0    | 7–0       | 10–0          |
| 2010–11 | Negyeddöntő                  | Linköping            | 0–2    | 0–1       | 0–3           |
| 2011–12 | Legjobb 16                   | Apóllon Lemeszú      | 2–2    | 2–1       | 4–3           |
| 2011–12 | Negyeddöntő                  | Olympique Lyon       | 0–6    | 0–6       | 0–12          |
| 2012–13 | Legjobb 16                   | SFK 2000 Sarajevo    | 3–0    | 3–0       | 6–0           |
| 2012–13 | Negyeddöntő                  | Rosszijanka          | 0–1    | 2–2       | 2–3           |
| 2013–14 | Legjobb 16                   | Zürich               | 1–2    | 1–1       | 2–3           |
| 2014–15 | Legjobb 16                   | Gintra Universitetas | 1–1    | 1–1       | 2–2 (4-5 bü.) |
| 2016–17 | Legjobb 16                   | Twente               | 0–2    | 1–3       | 1–5           |
| 2017–18 | Legjobb 16                   | PAÓK Szaloniki       | 5–0    | 3–0       | 8–0           |
| 2017–18 | Negyeddöntő                  | Linköping            | 1–1    | 0–3       | 1–4           |
| 2018–19 | Legjobb 32                   | Ajax                 | 0–2    | 1–2       | 1–4           |
| 2019–20 | Legjobb 32                   | Breiðablik           | 2–3    | 0–1       | 2–4           |
| 2020–21 | Legjobb 32                   | Paris Saint-Germain  | 2–2    | 1–6       | 3–8           |
| 2021–22 | Selejtező 2. forduló         | Køge                 | 0–1    | 0–2       | 0–3           |
| 2022–23 | Selejtező 2. forduló         | Roma                 | 1–2    | 1–4       | 2–6           |

## Sikerlista
- Bajnok (21): 1994, 1995, 1996, 1997, 1998, 1999, 2000, 2001, 2002, 2005, 2006, 2007, 2008, 2009, 2010, 2011, 2012, 2013, 2018, 2019, 2021
- Kupagyőztes (10): 2008, 2009, 2010, 2011, 2012, 2013, 2015, 2017, 2018, 2019
- Csehszlovák bajnok (12): 1976, 1977, 1978, 1980, 1981, 1982, 1984, 1985, 1986, 1989, 1990, 1991

## Játékoskeret
2023. május 1-től
| #  |     | Poszt | Név                 |
| -- | --- | ----- | ------------------- |
| 1  | JAM | K     | Sydney Schneider    |
| 13 | CZE | K     | Alexandra Vaníčková |
| 22 | CZE | K     | Zuzana Kožuriková   |
| 34 | SVK | K     | Patrícia Chládeková |
| 4  | CZE | V     | Petra Bertholdová   |
| 5  | CZE | V     | Kateřina Kotrčová   |
| 6  | CZE | V     | Aneta Dědinová      |
| 9  | CZE | V     | Eva Bartoňová       |
| 14 | CZE | V     | Petra Vyštejnová    |
| 15 | CZE | V     | Antonie Stárová     |
| 21 | CZE | V     | Andrea Švíbková     |
| 33 | CZE | V     | Anna Dlasková       |

| #  |     | Poszt | Név               |
| -- | --- | ----- | ----------------- |
| 10 | CZE | KP    | Aneta Pochmanová  |
| 11 | CZE | KP    | Barbora Polcarová |
| 12 | CZE | KP    | Eliška Sonntagová |
| 17 | CZE | KP    | Radka Paulenová   |
| 27 | POR | KP    | Mariana Jaleca    |
| 2  | USA | CS    | Alyssa Frazier    |
| 3  | USA | CS    | Amber Tripp       |
| 7  | CZE | CS    | Lucie Martínková  |
| 19 | CZE | CS    | Klára Ducháčková  |
| 24 | USA | CS    | Lauren Chang      |
| 28 | CZE | CS    | Klára Cvrčková    |

## Korábbi híres játékosok
| - Kateřina Bužková - Jitka Chlastáková - Gabriela Chlumecká - Michaela Čulová - Nikola Danihelková - Kateřina Došková - Michaela Harvilová - Lucie Heroldová - Natálie Kavalová - Tereza Koubová - Tereza Kožárová - Tereza Krejčiříková - Karolína Křivská - Irena Martínková - Gabriela Matoušková | - Iva Mocová - Pavlína Nepokojová - Jana Nováková - Adéla Odehnalová - Lucia Ondrušová - Zuzana Pincová - Adéla Pivoňková - Ivana Pižlová - Lucie Přibánová - Markéta Ringelová - Pavlína Ščasná - Jana Sedláčková - Hana Sloupová - Eva Šmeralová - Andrea Stašková | - Antonie Stárová - Tereza Szewieczková - Petra Taušová - Lucie Voňková - Christina Burkenroad - Regina Holan - Clare Pleuler - Kylie Strom - Hrisztiána Szolomu - Tia Hälinen - Annette Jacky Messomo - Florin Wagner - Lenka Gazdíková - Monika Matysová |

## A klub vezetőedzői
- František Müller
- Dušan Žovinec (1988–2012)
- Luboš Žovinec (2012–2013)
- Jan Podolák (2013–2014)[3]
- Martin Šeran (2014–2015)[4]
- Jan Janota (2015–2018)[5]
- Peter Bartalský (2018–2020)[6]
- Martin Masaryk (2020 – )[7]